# Louis-César-Constantin de Rohan-Guémené-Montbazon
Louis-César-Constantin de Rohan-Guémené-Montbazon, francoski rimskokatoliški duhovnik, škof in kardinal, * 24. marec 1697, Pariz, † 11. marec 1779.

## Življenjepis
23. septembra 1756 je bil imenovan za škofa Strasbourga; 3. januarja 1757 je bil potrjen in 16. marca istega leta je prejel škofovsko posvečenje.
23. novembra 1761 je bil povzdignjen v kardinala.